# He (China)
Kaiserin He (何皇后,  Hé huánghòu) († 189), Geburtsname unbekannt, formell Kaiserin Lingsi (靈思皇后,  Língsī huánghòu – „die unaufmerksame und tiefschürfende Kaiserin“) war eine Kaiserin der Han-Dynastie. Sie war die zweite Gemahlin des Kaisers Ling. Nach dem Tod ihres Gemahls im Jahre 189 gelang es ihr als Kaiserinwitwe mit ihrem Bruder He Jin zeitweise, die Macht am Kaiserhof zu übernehmen.

## Familiärer Hintergrund und Heirat mit Kaiser Ling
Anders als die meisten Kaiserinnen der Han-Dynastie entstammte Kaiserin He keiner adligen Familie. Ihr Vater He Zhen war vielmehr ein Fleischer in Nanyang (im heutigen Nanyang, Henan). Ihre Mutter hieß Xing. Es ist nicht bekannt, wann sie zur Konkubine erkoren wurde. Nach der Legende hatte ihre Familie die Eunuchen bestochen, damit sie angenommen würde. Es heißt, dass He größer als die meisten Frauen gewachsen und sehr schön war. Im Jahre 176 gebar sie den ältesten überlebenden Sohn des Kaisers Ling, Liu Bian. Kaiser Ling hatte zwar vorher viele Söhne gehabt, die aber alle im Säuglings- oder Kindesalter gestorben waren. Nach damaligem Brauch wurde Liu Bian dem Zauberer Shi Zimiao anvertraut und erhielt den Titel Marquise Shi, um das Schicksal seiner Brüder abzuwenden. Im Jahre 180 ernannte Kaiser Ling seine Konkubine He zur Kaiserin. Sie ersetzte seine im Jahre 171 abgesetzte Gemahlin Kaiserin Song.

## Als Kaiserin
Als Kaiserin wurde He angeblich von Kaiser Ling besonders bevorzugt. Sie wird als sehr eifersüchtig und grausam beschrieben, und die Konkubinen fürchteten sie. Nachdem sie Kaiserin geworden war, wurde ihre Mutter zur Herrin von Wuyang ernannt, und ihre Brüder He Jin und He Miao wurden häufig befördert.
Im Jahr 181 gebar die Konkubine Wang Kaiser Lings Sohn Liu Xie. Die eifersüchtige Kaiserin He ermordete sie, indem sie ihren Reisbrei vergiftete. Kaiser Ling war darüber bestürzt und wollte sie absetzen, aber die Eunuchen plädierten zu ihren Gunsten, und sie blieb. Der Prinz Liu Xie wurde von der Kaiserinwitwe Dong persönlich aufgezogen und erlangte Bekanntheit als Marquise Dong.

## Als Kaiserinwitwe
Kaiser Ling starb 189. Der mächtige Eunuch Jian Shuo, dem er vertraut hatte, wollte He Jin töten und Liu Xie zum Kaiser ernennen, und bereitete darum eine Falle für He Jin vor. He Jin fand dies heraus und ernannte schnell Prinz Bian zum Kaiser (der später als Prinz von Hongnong bekannt wurde). Kaiserin He wurde Kaiserinwitwe, und sie und He Jin übernahmen die Macht am Hofe, obwohl einige Eunuchen einflussreich blieben.
Bald kam es zur Konfrontation. Im Sommer 189 verschwor sich He Jin mit Yuan Shao und Yuan Shu und einigen jungen Beamten gegen Jian Shuo. Jian versuchte, andere auf seine Seite zu ziehen, wie zum Beispiel Zhao Zhong und Song Dian, um He Jin festzunehmen und zu töten. Trotz allem wurden Zhao und Song vom Eunuchen Guo Sheng überredet, sich gegen Jian Shuo zu wenden. He Jin nahm ihn gefangen und ließ ihn hinrichten.
Die Hes hatten dann eine weitere Bedrohung zu meistern. Kaiser Lings Mutter, die Kaiseringroßwitwe Dong, und ihr Neffe Dong Cheng waren von den Machtverhältnissen bei Hofe nicht angetan und gerieten oft mit den Hes aneinander. Schließlich drohte die Kaiseringroßwitwe Dong sogar, He Jin durch Dong Chong köpfen zu lassen. He Jin übernahm sofort die Initiative und ließ die Kaiserinwitwe He ein Edikt herausgeben, um die Kaiseringroßwitwe Dong nach Hejian (im heutigen Baoding, Hebei) zu verbannen, wo die Mark ihres Gemahls lag, und Dong Chong festzunehmen. Dong Chong beging Selbstmord, und die Kaiseringroßwitwe Dong starb kurz darauf. Die meisten historischen Belege behaupten, sie sei vor Angst gestorben, aber manche besagen, sie habe Selbstmord begangen. Diese Tat machte die Hes beim Volk sehr unbeliebt.
Im Herbst 189 schlug Yuan Shao He Jin vor, die Eunuchen hinzuschlachten. Die Kaiserinwitwe He lehnte dies zuerst ab, weil sie sich dann unter gewöhnliches Volk hätte begeben müssen, was sie als unehrenhaft ablehnte. Frau Xing und He Miao waren auch gegen den Plan, weil sie den Eunuchen einiges verdankten. He Jin zögerte deshalb, den Plan auszuführen, und dachte sich mit Yuan Shao eine Alternative aus, die sich als verhängnisvoll herausstellen sollte. Einer der Generäle, der He Jin dazu riet, war Dong Zhuo, der damals das Kommando über die kampferfahrenen Truppen der Liang-Provinz (im heutigen Gansu) hatte. Dong Zhuo war auch für seine Illoyalität bekannt.
Als Dong Zhuo sich mit seinen Truppen der Hauptstadt näherte, war die Kaiserinwitwe He gezwungen, den Eunuchen zu befehlen, den Palast zu verlassen und in ihre Marken zurückzukehren. (Die meisten der einflussreichen Eunuchen waren vom Kaiser Ling zum Marquis erhoben worden.) Der Anführer der Eunuchen jedoch, Zhang Rang, setzte seine Stieftochter ein (eine Schwester der Kaiserinmutter He), und so blieben die Eunuchen in der Hauptstadt. Als die Eunuchen herausfanden, dass He Jin vorhatte sie zu vernichten, ließen sie ihn in einen Hinterhalt laufen und töteten ihn. He Jins Verbündete, angeführt von Yuan Shao, umstellten den Palast, und die Eunuchen nahmen Kaiserinwitwe He, den jungen Kaiser und den Prinzen Xie als Geiseln, auch wenn Kaiserinwitwe He bald entkam. Inzwischen hatte Yuan Shao unter den restlichen Eunuchen ein Blutbad angerichtet und auch He Miao getötet.
Zwei Tage später wussten die Eunuchen, die den Kaiser und den Prinzen als Geiseln hielten, dass ihre Lage aussichtslos war. Sie flohen deshalb mit ihren Geiseln nach Süden. Mit den Regierungsbeamten Lu Zhi und Min Gong auf den Fersen entließen die Eunuchen ihre Geiseln und ertränkten sich im Gelben Fluss. Als Lu Zhi und Min Gong den Kaiser und de Prinzen zurück in die Hauptstadt Luoyang brachten, wurden sie von Dong Zhuos Truppen aufgehalten. Als Dong Zhuo sie befragte, erlitt der Kaiser eine Art Schock und war nicht in der Lage, zu berichten. Liu Xie dagegen hatte keine Schwierigkeiten und erzählte Dong Zhuo, was sich zugetragen hatte. Dong Zhuo war von dem jungen Prinzen beeindruckt und fing an darüber nachzudenken, den Kaiser abzusetzen und Liu Xie als Prinzen einzusetzen, weil er von seinem Titel Marquis Dong angetan war (Dong Zhuo trug denselben Familiennamen).
Dong Zhuo nahm die Hauptstadt mit seinen Truppen im Handumdrehen ein. Yuan Shao und Cao Cao, die damals das Kommando über die Palastwache hatten, sahen sich machtlos und flohen. Dong Zhuo setzte daraufhin den jungen Kaiser ab (und ernannte ihn zum Prinzen von Hongnong), und Kaiserinmutter He wurde zur Zustimmung gezwungen. Prinz Xie wurde zum Kaiser Xian erhoben.
Dong Zhuo klagte Kaiserinwitwe He danach der Untreue gegenüber der Kaiseringroßwitwe Dong an und erniedrigte sie. He gab sich darauf den Tod durch Gift. Obwohl sie mit dem Titel der Kaiserin bestattet wurde, wurden ihr nicht die angemessenen Ehren einer Kaiserinwitwe angetan, und Dong Zhuo ließ auch ihre Mutter, Frau Xing, hinrichten. Ihren Sohn, den Prinzen von Hongnong, sollte im Jahre 190 dasselbe Schicksal ereilen.
| Vorgänger | Amt                        | Nachfolger |
| --------- | -------------------------- | ---------- |
| Song      | Kaiserin von China 180–189 | Fu Shou    |

| Personendaten    | Personendaten                         |
| ---------------- | ------------------------------------- |
| NAME             | He                                    |
| ALTERNATIVNAMEN  | Kaiserin Lingsi                       |
| KURZBESCHREIBUNG | chinesische Kaiserin der Han-Dynastie |
| GEBURTSDATUM     | 2. Jahrhundert                        |
| STERBEDATUM      | 189                                   |